# Fiorde

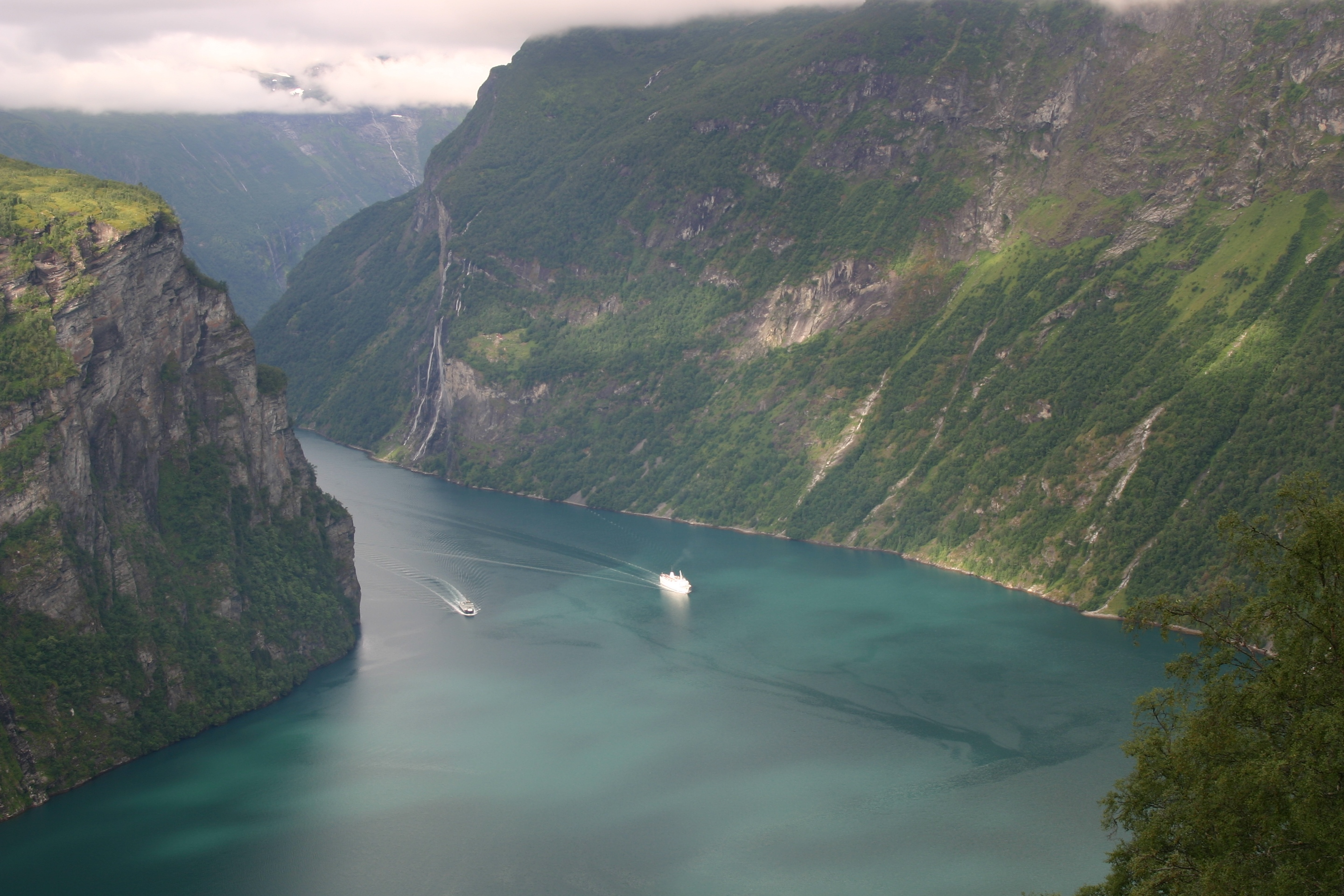
Fiorde de Geiranger, na Noruega. A Noruega, em especial, é um país que é quase sempre associada a esse tipo de formação geológica, sendo comum apelidar este país de "A Terra dos Fiordes"

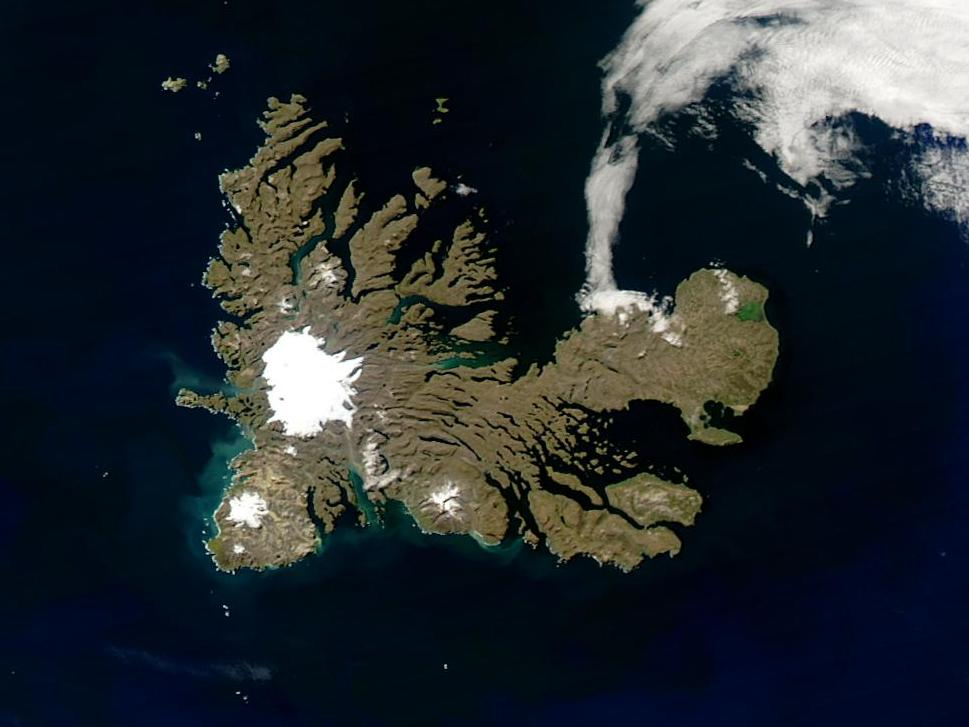
Fiordes das Ilhas Kerguelen

Fiorde (do norueguês fjord) é uma grande entrada de mar entre altas montanhas rochosas, originada por erosão causada pelo gelo de antigo glaciar. Os fiordes situam-se principalmente nas costas da Noruega, Groelândia, Chile e Nova Zelândia, onde são um dos elementos geomorfológicos mais emblemáticos da paisagem.

## Formação
Os fiordes formaram-se, originalmente, devido a ação de imensas massas de gelo, chamadas glaciares (ou geleiras), que se movimentam rumo ao mar como se fossem grandes rios congelados. Os fiordes modernos só existem em regiões costeiras montanhosas onde o clima é, ou foi, suficientemente frio para permitir a formação de glaciares abaixo do nível atual do mar. Alguns glaciares, como os existentes na Suíça, são elevados e estão no interior do país, desta forma, não conseguem encontrar saída para o mar; por isso não formam fiordes.
A sua origem remonta a aproximadamente 12 mil anos, quando o mar ocupou os espaços que os glaciares escavaram na costa atlântica durante a última Era Glacial. Essas enormes entradas de relevo podem chegar a centenas de quilómetros, da costa para o interior. São circundadas por falésias separadas entre si por poucos quilómetros.
Fiordes podem ser facilmente encontrado em:
- partes da Irlanda
- extremo norte e leste da Rússia
- Finlândia
- Suécia
- Dinamarca[5]
- Noruega[1]
- Islândia
- Groenlândia[5]
- na costa oeste da Escócia (onde são chamados por "sea lochs")
- no sudoeste da Nova Zelândia
- na costa oeste da Terra Nova e na Colúmbia Britânica, no Canadá
- na costa sul e oeste do Alasca, nos Estados Unidos
- no sul do Chile[6]
- na costa do mar Báltico, na Alemanha
- no Montenegro (Bocas de Cattaro) - neste caso, embora a aparência seja de um fiorde, é na realidade uma ria

No Brasil há uma única ocorrência de "fiorde tropical", o Saco do Mamanguá, localizado em Paraty no Rio de Janeiro. Existe controvérsia sobre o Saco do Mamanguá ser um fiorde. Por não ser datado da Era Glaciar e ter águas rasas, é bem provável que se trate de uma ria.